# Voges Gallery

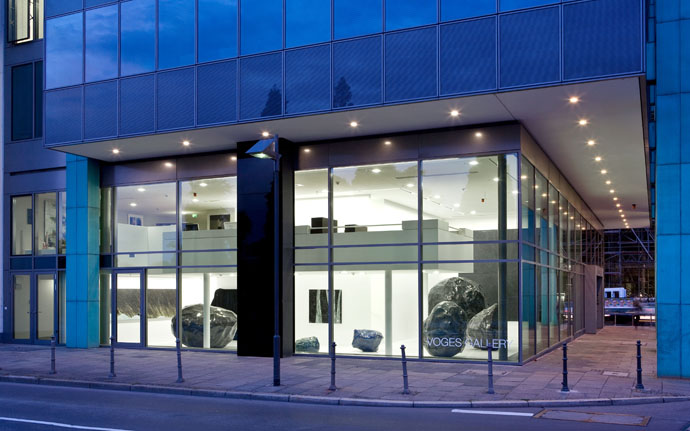
Ehemalige Voges Gallery bei Nacht (Ausstellung: Manfred Peckl – Phänomenom, 2009)

Die Voges Gallery war eine Galerie für zeitgenössische Kunst in Frankfurt am Main mit internationaler Ausrichtung.

## Vorgeschichte
Unter dem Namen Voges + Deisen gründeten Ulrich Voges und Sebastian Deisen 1992 die Galerie in Frankfurt. Erstes Domizil war ein Hinterhaus in der Weberstraße. Im Mai 2004 bezog die Galerie Räume in einem historischen Patriziergebäude in der Schweizer Straße, in direkter Nähe zum Museumsufer. Von September 2009 bis Dezember 2011 befanden sich die Galerieräume im Nationale-Suisse-Hochhaus am Untermainkai in der Neuen Mainzer Straße.
Im Frühjahr 2006 entstand in Zusammenarbeit mit der Galerie Michael Janssen (Köln) und Dogenhaus (Leipzig) das gemeinsame Ausstellungsprojekt KLF. Es wurde ein jeweils dreimonatiger Projektraum im New Yorker Stadtteil Chelsea vorgestellt. KLF I präsentierte unter anderem großformatige Skulpturen der Künstler Alexandra Ranner, Julius Popp and Thomas Gruenfeld, während KLF II mit Arbeiten von Ulf Puder, Jin Meyerson, Kurt Hofmann and Julia Warr deutsche und amerikanische Malerei zeigte.
Die Galerie war auf den Kunstmessen ARCO, Madrid (2007), Art Cologne (2002, 2003, 2004), FIAC, Paris (2005), Amory Show, New York (2010), Fine Art Fair Frankfurt (2006) und  Art Chicago (2002) vertreten. Ulrich Voges war Mitgründer und Organisator der VOLTAshow, einer zweimal jährlich stattfindenden Kunstmesse in Basel und New York.

## Künstler
Die Galerie vertrat unter anderem die Künstler Adrian Piper, Martin Liebscher, Adrian Williams, Suzannah Sinclair, Manfred Peckl, Center for Tactical Magic, Betsabee Romero, Alexandra Ranner, Eduardo Sarabia, Kurt Hofmann, Monique van Genderen, Winter/Hörbelt, Felix Gmelin, Wolfram Sachs, Maik + Dirk Löbbert, Stefan Bohnenberger und Rainer Neumeier. Seit 1. Januar 2012 führt Voges den Kunsthandel in privatem Rahmen weiter.